# Calyptopsis lata
Calyptopsis lata (лат.) — вид жуков-чернотелок рода Calyptopsis из трибы Tentyriini (Pimeliinae). Название нового вида представляет собой женский род латинского прилагательного («широкий»), что указывает на пропорции тела.

## Распространение
Иран (Pasargade).

## Описание
Жуки длиной около 1 см. Новый вид наиболее сходен с Calyptopsis solieri, имея широкое тело и поперечную переднеспинку, но отличается от него пунктировкой мезовентрита, который состоит из круглых ямок в центре (у C. solieri мезовентрит покрыт широкими бобовидные ямки, в которых наружный край глубоко вдавлен, а внутренний край слабо вдавлен и нечеткий); в широком основании переднеспинки, которое такое же широкое, как и основание надкрылий (у C. solieri, основание переднеспинки в 0,91 раза шире, чем основание надкрылий); а также в строении гениталий самца и самки. Вид был впервые описан в 2019 году российскими энтомологами Светланой Николаевной Чиграй (Волобоевой) и Евгением Васильевичем Абакумовым (Санкт-Петербургский государственный университет, Санкт-Петербург).